# Xã Benson, Quận Swift, Minnesota
Xã Benson (tiếng Anh: Benson Township) là một xã thuộc quận Swift, tiểu bang Minnesota, Hoa Kỳ. Năm 2010, dân số của xã này là 334 người.